# Майкл Барбер
Майкл Барбер  (англ. Michael Barber, нар. 24 листопада 1955) - британський педагог, провідний експерт у галузі освітніх систем та реформування освіти. Засновник і голова правління Associates, консультативної фірми, зосередженої на співпраці з урядами та чільними громадськими організаціями.

## Освіта та кар’єра
Барбер отримав освіту в Bootham School, Йорк. Перед тим як вивчитись на викладача, він читав історію в Оксфордському університеті. Викладав у школах Великої Британії та Зімбабве.
Працював у відділі освіти Національної спілки вчителів. Ставши головою комітету за освітою як член лейбористської партії, був обраний до ради лондонського району Хакні. 
У 1987 році він боровся за лейбористське крісло в Хенлі-на-Темзі, яке тоді займав Майкл Хеселтін.
Майкл Барбер був партнером і керівником всесвітнього освітнього проекту в компанії «МакКінзі» (McKinsey), радником прем'єр-міністра Великої Британії Тоні Блера і експертом з питань освітньої реформи і впровадження масштабних змін у систему освіти. 
Більше 20 років він пропрацював у сфері освіти, займаючись державними реформами і нововведеннями.
Окрім цього був співробітником the Harvard Graduate School of Education та почесним доктором the University of Exeter.
Зараз містер Барбер займає пост головного радника з питань освіти в компанії Pearson (Велика Британія). У його обов'язки входить проведення міжнародних досліджень у сфері освіти і навчальних програм, консультування, впровадження інновацій та розробка нових продуктів і послуг, а також керівництво стратегіями компанії «Пірсон» у сфері освіти в країнах третього світу, у першу чергу, які швидко розвиваються.
До його порад з питань соціальної політики вдавалися уряди більш ніж 40 країн, включаючи Австралію, США, Росію, Естонію, Чилі та Малайзії, а також найбільші міжнародні організації, такі як Організація економічного співробітництва і розвитку (ОЕСР), Міжнародний валютний фонд (МВФ) і Всесвітній банк.

## Видавнича діяльність
За останні два десятиліття науково-дослідницької діяльності містер Барбер опублікував численні звіти з питань освіти та продуктивності реформування у цьому напрямі. 
12 березня 2015 року видав книгу «How to Run a Government: So that Citizens Benefit and Taxpayers Don't Go Crazy» (укр. Як керувати урядом. На користь громадян і для спокою платників податків) (видавництво «Penguin»).
Українською книгу перекладено та опубліковано у 2019 році видавництвом «Наш Формат».

## Переклад українською
- Майкл Барбер. Як керувати урядом. На користь громадян і для спокою платників податків / пер. Катерина Диса. — К.: Наш Формат, 2019. — ISBN 978-617-7682-62-1.